# What About Your Friends
What About Your Friends is de derde single van de Amerikaanse band TLC van het album Ooooooohhh.... On the TLC Tip.
Het newjackswing-hiphop-nummer werd in 1992 uitgebracht op cd, 7- en 12-inch-vinyl en compact cassette. Het behaalde de 7de plaats in de Billboard Hot 100.